# Генералисимус
Генералисимус (на латински: generalissimus – „най-главният“) е най-висшето военно звание в много страни – Франция, Свещена Римска империя, Австрийска империя, дореволюционна Русия, СССР, Швеция, Испания, Мексико, Китай, Япония, Северна Корея и други държави. Стои над маршал (фелдмаршал) и адмирал (гросадмирал).
Присвоявано е на пълководец, командващ в хода на войната няколко, най-често съюзни армии, а в някои случаи – на държавни дейци или лица от семейства на царстващи династии, като почетно звание.
- Проект за еполет на генералисимус на СССР
- Пагон на генералисимус на КНР (Званието не е присвоявано)
- Пагон на генералисимус на Японската империя
- Пагон на генералисимус на КНДР

## Известни генералисимуси
- Алексей Семьонович Шеин (1662 – 1700 г.) – произведен от цар Петър I на 28 юни 1696 г., преди да е официално въведено званието в руската армия с военния устав на същия цар от 1727 г.[1]
- Александър Данилович Меншиков (1673 – 1729) – от 12 май 1727 г. до 9 септември 1727 г. (според някои историци той е първият генералисимус).[2]
- Принц Антон Улрих фон Брауншвайг-Волфенбютел (1714 – 1776) – от 11 ноември 1740 г. до 6 декември 1741 г.
- Княз Александър Василиевич Суворов, граф Суворов-Римникски (1729 – 1800 г.) – от 28 октомври 1799 г.
- Йосиф Висарионович Джугашвили – Сталин (1879 – 1953), съветски политик и държавен ръководител – от 27 юни 1945 г.

- Алексей Шеин
- Александър Суворов
- Йосиф Сталин

- Хуан Австрийски (1547 – 1578), испански пълководец, син на императора на Свещената Римска империя – от 1576 г.
- Албрехт фон Валенщайн (1583 – 1634), пълководец на Свещената Римска империя – от 21 април 1628 г.
- Ойген Савойски (1663 – 1736), австрийски принц и пълководец – от 1718 г.

- Хуан Австрийски
- Албрехт фон Валенщайн
- Принц Ойген 
(Евгений) Савойски

- Джордж Вашингтон (1731 – 1799), американски генерал и политик, първият президент на САЩ – от 1776 г.
- Франсиско де Миранда (1750 – 1816), южноамерикански революционер, герой на Венецуела – от 1812 г.
- Антонио Лопес де Санта Ана (1794 – 1876), мексикански военен, политически и държавен деец.

- Джордж Вашингтон
- Франсиско де Миранда
- Антонио Лопес де Санта Ана

- Чан Кайши (изговаряно още Дзян Дзиешъ, 1887 – 1975 г.), китайски офицер, политик и държавен глава – от 1935 г.
- Франсиско Франко (1892 – 1975), испански офицер и политик, държавен глава – от 1936 г.
- Йосип Броз Тито (1892 – 1980), югославски партизански военачалник и държавен глава
- Ким Ир Сен (1912 – 1994), корейски политик и държавен глава – от 14 април 1992 г.

- Чан Кайшъ
- Франсиско Франко
- Йосип Броз Тито
- Ким Ир Сен